# Saison 7 d'Alice Nevers : Le juge est une femme
 (juillet 2024).
Si vous disposez d'ouvrages ou d'articles de référence ou si vous connaissez des sites web de qualité traitant du thème abordé ici, merci de compléter l'article en donnant les références utiles à sa vérifiabilité et en les liant à la section « Notes et références ».
Chronologie
Saison 6 Saison 8
Cet article présente les épisodes de la septième saison de la série télévisée Alice Nevers : Le juge est une femme. 

## Distribution
- Marine Delterme : Alice Nevers, juge d'instruction
- Jean-Michel Tinivelli : Commandant Fred Marquand
- Jean Dell : Édouard Lemonnier, greffier
- Noam Morgensztern : Max, officier de police
- Daniel-Jean Colloredo : Le médecin légiste
- Alexandre Varga : Mathieu Brémont, compagnon d'Alice
- Pierre Santini : Jacques Nevers, père d'Alice

## Liste des épisodes

### Épisode 1:Les Diamants du palais
Numéro de production
17 (7-01)
Première diffusion
- France : 28 mai 2009 sur TF1

Réalisation

René Manzor
Scénario

Laurent Vachaud et Alain Patetta
Audiences
- France : 5,86 millions de téléspectateurs (première diffusion)

Invités
- Georges Claisse : Anton Avenberg
- Vincent Solignac : François Avenberg
- Anne-Charlotte Pontabry : Laurence
- Sandy Lobry : Betty Chassard
- Sylvie Audcoeur : Christelle Avenberg
- Arièle Semenoff : Hélène Kimoff
- Laurent Olmedo : Marco Bianchi
- Marisa Commandeur : Responsable joaillerie
- Thierry Angelvy : Le flic
- Sacha Petronijevic : Chauffeur taxi

Résumé détaillé

Le corps de François Avenberg, riche directeur d'une joaillerie, est découvert par son père, Anton Avenberg, sur le pavé de la cour intérieure de l'hôtel particulier qu'ils partageaient. Les déclarations du sexagénaire orientent les enquêteurs vers un cambriolage qui aurait mal tourné. Les soupçons se tournent vers Betty Chassard, une jeune voleuse amateur qui était sur les lieux au moment de l'assassinat. Lors de l'enquête, Alice retrouve Mathieu Brémond, son amour de jeunesse à l'époque de la fac, qui s'avère être un témoin.

### Épisode 2:Le Prix de la vie
Numéro de production
20 (7-02)
Première diffusion
- France : 28 mai 2009 sur TF1

Réalisation

René Manzor
Scénario

Thierry Lasalle et René Manzor
Audiences
- France : 5 millions de téléspectateurs

Invités
- Jean-Claude Bouillon : Le doyen
- Cylia Malki : Nathalie Hamar
- Julie Dray : Charlotte Marsac
- Cécile Luciani : Audrey Marsac
- Loïc Houdré : Philippe Rigault
- Nadia Fossier : Clara Rigault
- Nathalie Boileau : Katia
- Zoé Chorafas : Étudiante
- Terence Denobili : Policier brigade fluviale
- Caroline Gay : Anesthésiste
- Jean-Henri Compère : Dr Van der Strassen
- Luis Inacio : Photographe
- Brigitte Belle : Concierge
- Marie Raynal : Mme Deschamps
- Camille Ghanassia : Infirmière
- Jérôme Perrot : Policier nez cassé

Résumé détaillé

Le professeur Frédéric Berg, spécialiste des greffes d'organes, a été assassiné et vitriolé dans un amphithéâtre de l'université où il donnait des cours. Alors que l'enquête s'orientait au départ vers un crime passionnel, la découverte dans la Seine du corps de Philippe Rigault, un ancien patient de Berg, fait basculer les recherches vers l'univers médical.

### Épisode 3:Faute d'ADN
- France : 4 juin 2009 sur TF1

- France : 5,35 millions de téléspectateurs (22 % de part de marché)[1] (première diffusion)

- Brigitte Catillon : Jeanne Sarron
- Mathieu Bisson : Luc Sarron
- Benoit Brione : Alain Courtier
- Xavier de Guillebon : Marc Moreau
- Cécile Bois : Stéphanie Moreau
- Gauthier Battoue : Baptiste Moreau
- Hervé Dubourjal : Procureur
- Philippe Bertin : Avocat de Sarron

### Épisode 4:L'Homme en blanc
- France : 4 juin 2009 sur TF1

- France : 4,88 millions de téléspectateurs (22,4 %)[1] (première diffusion)

- Alain Rimoux : Bertrand Lemaréchal
- Margot Abascal : Sandrine Cacheur
- Alix de Konopka : Anne-Julie Rollet
- Anne Roussel : Nadège Lardenois
- Stéphane Bierry : Loïc Lardenois
- Paula Brunet-Sancho : Yvonne Chancel

### Épisode 5: Sous X
- France : 11 juin 2009 sur TF1

- France : 4,94 millions de téléspectateurs (22 %) (première diffusion)

- Olivier Lejeune : Paul Audouard
- Raphaëline Goupilleau : Odile Langlois
- Martine Sarcey : Muriel Savin
- Christiane Millet : Ève Blondin
- Anne-Valérie Soler : Maria Cazeneuve
- Johnny Amaro : Simon Morel
- Camille Figuereo : Anaïs Estrada
- Delfine Rouffignac : Sadia
- Salomé Villiers : Infirmière maternité
- Catherine Hosmalin : Sœur Jeanne